# بوسولينو
بوسولينو ( Piedmontese ) , (بالفرنسية: Bussolin)‏ ( Arpitan ) وهي بلدية تقع في مدينة تورينو الحضرية في منطقة إيطاليا بيدمونت ، وتقع على بعد حوالي 45 كيلومتر (28 ميل) غرب تورينو.
تقع بوسولينو على حدود البلديات التالية: Usseglio و Mompantero و Chianocco و Susa و San Giorio di Susa و Mattie و Roure .

## روابط خارجية
- الموقع الرسمي